# Malínky
Malínky (en allemand : Malinek, auparavant Mallinek) est une commune du district de Vyškov, dans la région de Moravie-du-Sud, en République tchèque. Sa population s'élevait à 138 habitants en 2020.

## Géographie
Malínky se trouve à 12 km à l'est de Bučovice, à 18 km au sud-ouest de Vyškov, à 41 km à l'est de Brno et à 222 km au sud-est de Prague.
La commune est limitée par Brankovice au sud-ouest, à l'ouest et au nord, et par Kožušice au sud-est et au sud.

## Histoire
La première mention écrite du village date de 1408.